# 안동시의 역사
안동시의 역사는 대한민국 경상북도 안동시의 역사에 대해서 다룬다.

## 고대이전
- 신라 박혁거세 원년 (기원전 57년) 염상도사(念尙道士)가 창녕국(昌寧國)을 세웠다.
- 삼국시대에는 신라의 고타야군(古陀耶郡)이었다가 경덕왕이 한자식 지명인 고창군(古昌郡)으로 고쳤다.

## 고려
- 고려 태조 13년(신라 경순왕 4년, 서기 930년) 이곳 병산에서 태조왕건과 후백제의 견훤 싸움에서 이 고을 성주 김선평(金宣平)과 고을 인물 권행(본래 김씨), 장길(일명 정필) 등이 왕건을 도와 크게 공을 세움으로써 고창군을 안동부로 승격시켰으며, 그 후 영가군(永嘉郡)으로 고쳤다.
- 고려 성종 14년 (995년) 길주(吉州)로 고쳐 칙사(勅史)를 두었다.
- 고려 현종 3년(1012년) 안무사를 두었다가 동9년(1018년) 지길주사(知吉州使)로 고치고 동 21년 다시 안동부(安東府)로 하였다.
- 고려 명종 27년(1197년) 김사미, 효심 등이 주(州), 군(郡)을 약탈하자 부(府)에서 이를 평정하는 데 공을 세워 도호부(都護府)로 승격했다.
- 고려 신종 7년에는 (1204년) 동경(東京) 야별초(野別抄) 패좌(悖佐) 등의 무리를 모아 반란을 일으켜 부에서 이를 평정함에 유공하여 대도호부(大都護府)로 승격했다.
- 고려 충렬왕 34년(1308년) 복주목(福州牧)으로 고쳐 목사(牧使)를 두었다. 고려 공민왕 10년(1361) 공민왕 10년(1361) 홍건적 난리에 왕이 이곳까지 피난할 당시 고을 사람들이 정성껏 받들어 다시 안동대도호부(安東大都護府)로 승격했다.
- 고려 우왕 9년 (1383년) 안동도로 고쳐 원사 겸 부사를 두었다가 동 14년(1388년) 부사로 환원하였다.

## 조선
| Daedongyeojido (Gyujanggak) 15-02.jpg |
| Daedongyeojido (Gyujanggak) 16-02.jpg |

- 조선 세조 때 진을(鎭) 두고 부사(府使)로 병마절도부사를 겸하게 했다가 얼마 안 가서 부사는 폐지했다.
- 조선 선조 9년 (1576년) 관내에 패륜아가 그 어머니를 죽인 변이 있어 현(縣)으로 격하되었다. 선조 14년 (1581) 고장 사람들의 상소로 다시 부로(府) 회복됨.
- 조선 영조 52년 (1776년) 도현(道縣)의 모반으로 다시 현(縣)으로 격하하였으나 정조 9년 (1785) 다시 부(府)로 회복되었다.
- 조선 고종 32년 (1895년) 양력 6월 23일(음력 윤5월 1일) 지방제도를 개정하여 팔도를 폐하고 전국을 23관찰부로 고치면서 안동에 관찰부를 두고 안동군 등 경상도 동북부 17개군을 관할토록 하였다.[1]
- 건양 원년 (1896년) 양력 8월 4일 23개 관찰부를 폐하고 13도로 개편하게 됨으로써 안동 관찰부는 만 1년 1개월 만에 폐지되고, 경상북도의 관할로 바뀌었다.[2]
- 1906년 감천면은 예천군에, 내성면·춘양면·소천면·재산면은 봉화군에 각각 편입되었다.

## 일제강점기
- 1914년 4월 1일 예안군 일원을 편입하였다(19면).[3][4]

| 경상북도령 제2호 |             | |
| 구 행정구역 | 신 행정구역 | 신 행정구역                                                                                          |
| 안동군 임현내면(縣內面) 사의동/악사동/원리, 망천동/임당리, 송동리/송서리/송하리/포진동/(동후면)석동동 일부, 임하동/추월리 일부, 천전리/반시동 일부 | 임하면      | 사의동, 망천동, 송천동, 임하동, 천전동                                                               |
| 안동군 임서면(臨西面) 고곡리/금소리 일부, 금소리 일부, 신당동/인덕동/평지리/(남선면)이곡동 일부/(임현내면)추월리 일부, 나천리/오도리/금소리 일부/(길안면)산하리 일부, 추목리/점리/평지리 일부, 현상리/현하리/오도리 일부 | 임하면      | 고곡동, 금소동, 신덕동, 오대동, 추목동, 현하동                                                       |
| 안동군 임동면(臨東面) 갈전리, 고천동 일부, 대곡리/위동 일부, 마령동, 오령동/박곡리 일부, 수곡동/박곡리 일부/중평동 일부, 위동 일부, 중평동 일부 | 임동면      | 갈전동, 고천동, 대곡동, 마령동, 박곡동, 수곡동, 위동, 중평동                                         |
| 안동군 동선면(東先面) 상가구동/하가구동 일부/가장동 일부/(북선면)태동 일부, 가야리 일부, 물야동/산동/(동후면)구접리/우곡동, 중가구리/가장동 일부/(부내면)율세리 일부, 주계리/가야리 일부, 지하리/지상리 일부 | 와룡면      | 가구동, 가야동, 산야동, 중가구동, 주계동, 지내동                                                     |
| 안동군 북선면(北先面) 내감애동/금곡리/외감애동 일부/마암동 일부/(동선면)가야리 일부/지상리 일부, 서현동/대동리/거인리 일부, 이상리/이중리, 이하리 일부/서지리 일부, 주상리/주하리, 태동 일부/마암동 일부/(동선면)하가구동 일부 | 와룡면      | 감애동, 서현동, 이상동, 이하동, 주하동, 태동                                                         |
| 안동군 부내면(府內面) 율세리 일부/(북선면)서지리 일부/태동 일부/(동선면)가장동 일부, 봉동/노하리/(서후면)경광동 일부/(서선면)막곡동 일부, 동문내동/운흥리/서문내동 일부/천리 일부/신세리 일부/용하리 일부, 법상동/성지동/옥리 일부, 서문내동 일부/천리 일부, 송현동/호암리/옥리 일부/(서선면)막곡리 일부, 신세리 일부/용상리 일부/용하리 일부/율세리 일부, 안기리 일부, 며상리/안막리 일부, 옥리 일부/안기리 일부, 용상동 일부/용하리 일부/신세리 일부, 율세리 일부/안막리 일부/신세리 일부, 이천동/두우현동/(북선면)이하리 일부 | 와룡면      | 서지동                                                                                               |
| 안동군 부내면(府內面) 율세리 일부/(북선면)서지리 일부/태동 일부/(동선면)가장동 일부, 봉동/노하리/(서후면)경광동 일부/(서선면)막곡동 일부, 동문내동/운흥리/서문내동 일부/천리 일부/신세리 일부/용하리 일부, 법상동/성지동/옥리 일부, 서문내동 일부/천리 일부, 송현동/호암리/옥리 일부/(서선면)막곡리 일부, 신세리 일부/용상리 일부/용하리 일부/율세리 일부, 안기리 일부, 며상리/안막리 일부, 옥리 일부/안기리 일부, 용상동 일부/용하리 일부/신세리 일부, 율세리 일부/안막리 일부/신세리 일부, 이천동/두우현동/(북선면)이하리 일부 | 안동면      | 노하동, 동부동, 법상동, 서부동, 송현동, 신세동, 안기동, 안막동, 옥동, 용상동, 율세동, 이천동         |
| 안동군 북후면(北後面) 도진동 일부/마사리 일부, 도촌리, 두산동 일부, 연곡리 일부/물한동 일부/마사리 일부, 물한동 일부/연곡리 일부/도진동 일부, 석탑동 일부/추곡리 일부/신전리 일부/(영천군 진혈면)조제동 일부, 동음리/신전리 일부, 오산동/소부동 일부, 옹천리 일부/(북선면)거인리 일부, 월전리/추곡리 일부, 옹천리 일부 | 북후면      | 도진동, 도촌동, 두산동, 연곡동, 물한동, 석탑동, 신전동, 오산동, 옹천동, 월전동, 장기동               |
| 안동군 동후면(東後面) 가류리/구미동 일부/신기동 일부, 요촌리/미남동/나소곡리/(동선면)가야리 일부/(예안군 읍내면)오천동 일부, 노산동 일부/초현동 일부/석동동 일부/(임현내면)반시동 일부, 도곡리 일부/노산동 일부/초현동 일부, 절강동/초현동 일부/도곡리 일부/(임북면)하도목리 일부, 노천리/주진동/(임북면)박곡리/(예안군 읍내면)천전동 일부 | 동후면      | 가류동, 나소동, 노산동, 도곡동, 석동동, 절강동, 주진동                                               |
| 안동군 임북면(臨北面) 계곡리 일부, 동달리/구룡방동/양옥동, 기사리/하복리, 상도목리/신기리/(동후면)구미동 일부/신기동 일부, 마동, 미질리 일부/하도목리 일부, 사월동/부여동/미질리 일부, 상정정리/하정정리/등산리/계곡리 일부 | 임북면      | 계곡동, 구룡동, 기사동, 도목동, 마동, 미질동, 사월동, 정산동                                         |
| 안동군 임남면(臨南面) 오계동/구수리 일부/용계동 일부, 대곡리/부곡리 일부/검단리 일부/(청송군 부남면)병포동 일부, 외배방리/내배방리/구수리 일부, 대전동/용계동 일부/하국동 일부, 상지동 일부/하지동 일부/검단리 일부, 지례동/상국동/천곡동/감동리/하국동 일부/하지동 일부/(임동면)박곡리 일부 | 길안면      | 구수동, 대곡동, 배방동, 용계동, 지동, 지례동                                                         |
| 안동군 길안면(吉安面) 고란동/대사동 일부/미산리 일부, 금곡리/미산리 일부/묵계리 일부, 대사동 일부/(청송군 현북면)대사동 일부, 만음동, 오락리/묵계리 일부, 백자동, 송제동/마사리/대사동 일부, 산하리 일부/(임서면)천지리 | 길안면      | 고란동, 금곡동, 대사동, 만음동, 묵계동, 백자동, 송사동, 천지동                                       |
| 안동군 풍북면(豐北面) 괴정리 일부/전산동 일부/수비동 일부/신사동 일부/매곡동 일부/오미동 일부, 만운리/우안동 일부, 현애리 일부/신양동 일부/신촌동 일부, 답곡리/죽전동, 신안동/율세리/신사동 일부/매곡동 일부/우안동 일부, 신양동 일부/현애리 일부/오치리, 오미동 일부/괴정리 일부/(예천군 위라면)본동 일부 | 풍북면      | 괴정동, 만운동, 현애동, 죽전동, 매곡동, 신양동, 오미동                                               |
| 안동군 풍남면(豐南面) 광덕리/안심동/하회동 일부, 금계동/신기리, 기산동 일부/신성리 일부/안심동 일부, 병산리/(풍현내면)하리 일부/상리 일부/(풍서면)가곡리 일부, 신성리 일부/기산동 일부/(용궁군 신하면)안한리, 어담리/백개동/(일직면)거물억리/국곡리 일부, 월애동/상인금동/하인금동, 하회동 일부/(풍서면)상좌동 일부/가곡리 일부 | 풍남면      | 광덕동, 금계동, 기산동, 병산동, 신성동, 어담동, 인금동, 하회동                                       |
| 안동군 풍서면(豐西面) 가곡동 일부/갈전동 일부/(풍남면)하회동 일부, 갈전동 일부/상좌동 일부/(풍남면)하회동 일부/(예천군 위라면)장기동 일부, 구담리 일부/(용궁군 신상면)암천리 일부/(예천군 호명면)금릉동 일부, 도양동/자방동/상좌동 일부/구담리 일부/(예천군 위라면)삼합동 일부, 사지동/선동/소산리 일부/가곡동 일부/(풍북면)괴정동 일부/본산동 일부/신촌동 일부 | 풍서면      | 가곡동, 갈전동, 구담동, 도양동, 소산동                                                               |
| 안동군 풍현내면(豐縣內面) 마애동 일부/하리 일부, 상리 일부/안교리 일부/(서선면)하리 일부/(서후면)대두서동 일부, 안교리 일부/상리 일부/하리 일부/(풍북면)우안동 일부/(풍서면)소산리 일부, 상리 일부/하리 일부/마애동 일부 | 풍산면      | 마애동, 상리동, 안교동, 하리동                                                                       |
| 안동군 서선면(西先面) 와평리/상계곡리/회곡리 일부, 노동/상동 일부/중동 일부/하동 일부, 상단지동/하단지동, 막곡리 일부/탄곡리 일부/(서후면)교동 일부, 증수동 일부/탄곡리 일부/상동 일부, 상동 일부/중동 일부/하동 일부/(풍현내면)마애동 일부, 청사동/회곡리 일부/상계곡리 일부/증수동 일부 | 풍산면      | 계평동, 노동, 단호동, 막곡동, 수곡동, 수동, 회곡동                                                   |
| 안동군 서후면(西後面) 가야리/추산동/광평동 일부/내동 일부, 평촌리/대석동/교동 일부, 금하리/금상리 일부/경광동 일부, 대두서동 일부, 명동/증거리/송내동/교동 일부/(서선면)토탄리 일부, 성곡동/옹곡리/능동/금상리 일부, 포현동/이개리 일부, 이송천동/경광동 일부, 자품리/창풍리/이개리 일부, 저전리/내동 일부/광평동 일부/(북후면)소부동 일부/도진동 일부, 상태장리/하태장리/하원동 | 서후면      | 광평동, 교동, 금계동, 대두서동, 명동, 성곡동, 이개동, 이송천동, 자품동, 저전동, 태장동               |
| 안동군 남선면(南先面) 구미리 일부, 지로동/도율리 일부, 상신석리/하신석리 일부/천평동 일부/구미리 일부, 신흥리, 외하동 일부, 노암리/노림리/원리/토파동 일부/외하동 일부, 이곡동 일부/하신석리 일부/천평동 일부/(임서면)평지리 일부, 강정리 일부, 강정리 일부, 내리/가현리/도율리 일부 | 남선면      | 구미동, 도로동, 신석동, 신흥동, 외하동, 원림동, 이천동, 정상동, 정하동, 현내동                       |
| 안동군 남후면(南後面) 개곡리 일부/검암동 일부, 대야동/검암동 일부, 하고동/중고동 일부, 납제동/상고동/중고동 일부, 광음리 일부/무릉동 일부, 몽곡리/무릉동 일부/광음리 일부/개곡리 일부, 상아탄동, 마지동/수침동 일부/(남선면)강정리 일부, 수침동 일부/검암동 일부, 중아탄동/하아탄동/(풍현내면)하리 일부 | 남후면      | 개곡동, 검암동, 고상동, 고하동, 광음동, 무릉동, 상아동, 수상동, 수하동, 하아동                       |
| 안동군 일직면(一直面) 광연동 일부/원동 일부/안망동 일부/(의성군 단촌면)유촌동 일부, 보리동/구천동 일부/원호동 일부/구미리 일부, 국곡리 일부/조탑리 일부, 구미리 일부/소호리 일부/구천동 일부/(의성군 구산면)신기동 일부, 구미리 일부/안망동 일부/소호리 일부, 광연동 일부/평팔동 일부/(의성군 단촌면)망진동 일부, 송리 일부, 용각리/조탑리 일부, 신운산리/소호리 일부/송리 일부, 원동 일부/소호리 일부, 원호동 일부/송리 일부, 조탑리 일부, 평팔동 일부                                                                          | 일직면      | 광연동, 구천동, 국곡동, 귀미동, 망호동, 명진동, 송리동, 용각동, 운산동, 원동, 원호동, 조탑동, 평팔동 |
| 예안군 읍내면(邑內面) 동부동/만촌동 일부/관저동 일부/교촌동 일부, 서부동/관저동 일부/교촌동 일부/만촌동 일부, 선안동/무양동 일부/교촌동 일부/삼전동 일부/(서면)구송동 일부, 오천동 일부/무양동 일부/(안동군 북선면)외감애동 일부/(동후면)나소곡리 일부, 천변동 일부 | 예안면      | 동부동, 서부동, 선양동, 오천동, 천전동                                                               |
| 예안군 동상면(東上面) 도촌동, 동천동, 삼계동 일부, 삼계동 일부/(봉화군 재산면)남면리 일부, 인계동 일부/삼계동 일부 | 예안면      | 도촌동, 동천동, 삼계동, 신남동, 인계동                                                               |
| 예안군 동하면(東下面) 귀단동/갈지동, 청천동/부포동/(의동면)분천동 일부, 태곡동/(동상면)인계동 일부 | 예안면      | 귀단동, 부포동, 태곡동                                                                               |
| 예안군 북면(北面) 갈현동 일부/흥평동 일부, 매정동 일부, 사천동 일부/방신동 일부/원천동 일부/(영천군 천상면)오천동 일부, 방신동 일부/흥평동 일부, 원천동 일부/매정동 일부/갈현동 일부/(영천군 천상면)오천동 일부/(봉화군 임지면)구천리 일부 | 녹전면      | 갈현동, 매정동, 사천동, 신평동, 원천동                                                               |
| 예안군 서면(西面) 구송동 일부/(읍내면)교촌동 일부/(북면)방신동 일부, 녹래동 일부, 사신동/녹래동 일부, 서삼동, 죽송동 | 녹전면      | 구송동, 녹래동, 사신동, 서삼동, 죽송동                                                               |
| 예안군 의동면(宜東面) 가송동 일부/광석동 일부/운천동 일부/(봉화군 하남면)여을며리 일부, 단사동/운천동 일부/원촌동 일부, 분천동 일부, 천곡동/원촌동 일부, 의인동/섬촌동 일부, 가송동 일부/(의서면)고산동 일부/(봉화군 하남면)여을며리 일부/태자산리, 토어동/섬촌동 일부/(의서면)온혜동 일부 | 도산면      | 가송동, 단천동, 분천동, 원천동, 의촌동, 태자동, 토계동                                               |
| 예안군 의서면(宜西面) 온혜동 일부/고산동 일부/의일동 일부, 운곡동, 의일동 일부/(읍내면)교촌동 일부 | 도산면      | 온혜동, 운곡동, 의일동                                                                               |
- 1931년 4월 1일 안동면이 안동읍으로 승격,[5] 1읍 15개면 218개동으로 개편되었다.
- 1934년 4월 1일 일부 면들을 다음과 같이 통폐합하였다.[6]

| 경상북도령 제83호        |             |
| 구 행정구역              | 신 행정구역 |
| 풍남면 일원              | 풍천면 일원 |
| 풍서면 일원(소산동 제외) | 풍천면 일원 |
| 풍산면 일원              | 풍산면 일원 |
| 풍북면 일원              | 풍산면 일원 |
| 풍서면 소산동            | 풍산면 일원 |
| 임북면 일원              | 월곡면 일원 |
| 동후면 일원              | 월곡면 일원 |

## 대한민국
- 1947년 1월 1일 일본식 정(町) 체계가 동(洞)으로 일괄 변경되었다.

| 구 행정구역 (법정동)                                        | 신 행정구역                                                 |
| ----------------------------------------------------------- | ----------------------------------------------------------- |
| 안동읍 상반정, 옥동정, 태사정, 앵정, 신세정, 율세정, 영남정 | 안동읍 평화동, 옥동, 북문동, 옥정동, 신세동, 율세동, 법흥동 |
| 안동읍 팔현정                                               | 안동읍 화성동                                               |
| 안동읍 법상정1정목                                          | 안동읍 화성동                                               |
| 안동읍 법상정2, 4, 5정목                                    | 안동읍 대석동, 광석동, 금곡동                               |
| 안동읍 법상정3정목                                          | 안동읍 법상동                                               |
| 안동읍 법상정3정목                                          | 안동읍 목성동                                               |
| 안동읍 팔굉정1, 2, 5, 6정목                                 | 안동읍 운흥동, 천리동, 당북동, 태화동                       |
| 안동읍 팔굉정3, 4정목                                       | 안동읍 옥야동                                               |
| 안동읍 본정1, 2정목                                         | 안동읍 서부동                                               |
| 안동읍 본정3, 4정목                                         | 안동읍 삼산동, 동부동                                       |
| 안동읍 남문정1, 2정목                                       | 안동읍 남부동, 남문동                                       |
| 안동읍 명륜정1, 2정목                                       | 안동읍 명륜동, 신안동                                       |
| 안동읍 안막정                                               | 안동읍 안막동                                               |
| 안동읍 안막정                                               | 안동읍 상아동                                               |
- 1963년 1월 1일 안동읍이 안동시로 승격(신안동시로 승격할 예정이었으나 안동시로 승격)[7][8]
- 1973년 7월 1일 풍산면이 풍산읍으로 승격[9]
- 1974년 7월 1일 안동댐 건설로 월곡면 폐지, 일부 행정구역 조정[10]

| 구 행정구역                                                   | 신 행정구역 |
| ------------------------------------------------------------- | ----------- |
| 임하면 현하리                                                 | 길안면 일부 |
| 임하면 망천리                                                 | 임동면 일부 |
| 길안면 지례리, 지리                                           | 임동면 일부 |
| 월곡면 마동리, 사월리                                         | 임동면 일부 |
| 월곡면 노산리, 석동리                                         | 임하면 일부 |
| 월곡면 계곡리, 구룡리, 도목리, 기사리, 미질리, 정산리, 주진리 | 예안면 일부 |
| 월곡면 나소리, 가류리, 도곡리, 절강리                         | 와룡면 일부 |
| 예안면 오천리 일부                                            | 와룡면 일부 |
| 예안면 서부리, 동부리, 선양리 일부                            | 도산면 일부 |
- 1983년 2월 15일 안동군 와룡면, 남선면, 임하면, 남후면 일부가 안동시에 편입[11]

| 구 행정구역           | 신 행정구역 (안동시)                         |
| --------------------- | -------------------------------------------- |
| 와룡면 서지리 일부    | 상아동 일부 (명륜동 관할)                    |
| 남후면 수상리, 수하리 | 수상동, 수하동, 정상동, 정하동 (강남동 관할) |
| 남선면 정상리, 정하리 | 수상동, 수하동, 정상동, 정하동 (강남동 관할) |
| 임하면 송천리, 석동리 | 송천동, 석동동 (송천동 관할)                 |
- 1987년 1월 1일 풍산읍 단호리를 남후면에, 와룡면 서현리 일부를 북후면에 편입[12]

| 구 행정구역                  | 신 행정구역   |
| ---------------------------- | ------------- |
| 풍산읍 단호리                | 남후면 단호리 |
| 와룡면 서현리 일부 (서현2리) | 북후면 대현리 |
- 1991년 4월 15일 안동시의회 개원, 임동면 지례출장소 폐지
- 1993년 11월 6일 임하댐 건설로 인한 행정구역 조정

| 구 행정구역   | 신 행정구역        |
| ------------- | ------------------ |
| 임하면 사의리 | 임하면 임하리 일부 |
| 임하면 사의리 | 임동면 박곡리 일부 |
| 임동면 지례리 | 길안면 일부        |
- 1995년 1월 1일 안동시와 안동군을 통합하여 도농복합형태의 안동시가 되었다.(1읍 13면 18동 3출장소)[13]
- 1997년 7월 1일 행정동 통합(1읍 13면 13동 3출장소)[14]

| 구 행정구역                      | 신 행정구역               |
| -------------------------------- | ------------------------- |
| 안동시 중구동, 동남동            | 중구동                    |
| 안동시 명륜동, 안막동            | 명륜동                    |
| 안동시 옥률동, 신흥동            | 동구동                    |
| 안동시 대흥동, 대신동, 당북동    | 서구동                    |
| 안동시 화성동(중구동사무소 관할) | 화성동(법상동사무소 관할) |
| 안동시 운안동(안기동사무소 관할) | 안기동(평화동사무소 관할) |
- 1998년 12월 1일 행정동 통합(1읍 13면 10동 3출장소)[15]

| 구 행정구역           | 신 행정구역 |
| --------------------- | ----------- |
| 안동시 중구동, 동구동 | 중구동      |
| 안동시 용성동, 송천동 | 용상동      |
| 안동시 서구동, 강남동 | 서구동      |
- 2005년 9월 1일 행정동 개편(1읍 13면 10동 3출장소)[16]

| 구 행정구역   | 신 행정구역   | 법정동                                 |
| ------------- | ------------- | -------------------------------------- |
| 안동시 법상동 | 안동시 서구동 | 법상동, 금곡동, 화성동                 |
| 안동시 서구동 | 안동시 서구동 | 안흥동, 대석동, 옥야동, 광석동, 당북동 |
| 안동시 서구동 | 안동시 강남동 | 정상동, 정하동, 수상동, 수하동         |
- 2008년 9월 29일 일부 출장소 및 민원중계소 폐지(1읍 13면 13동)[17]
- 2017년 3월 3일 : 와룡면 절강리 일원이 도곡리로 병합, 서후면 자품리(者品里)를 재품리(才品里)로 명칭 변경.[18][19]